# Falke & Co.
Falke & Co. war ein Fahrrad- und Automobilhersteller, der in Mönchengladbach ansässig war. Die 1889 von Albert Falke gegründete Fahrradfabrik stellte ab 1896 auch Personenkraftwagen her.

## Beschreibung

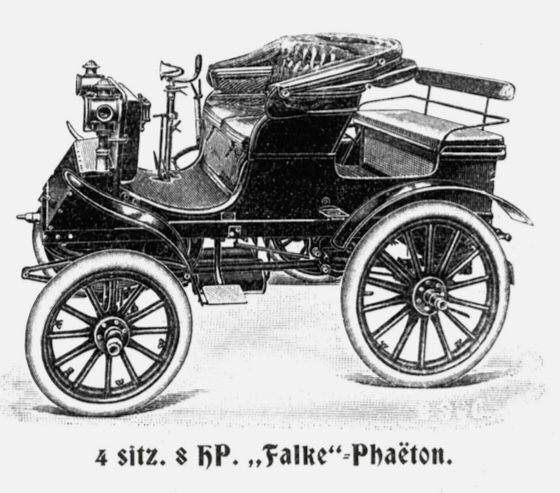
Falke & Co. Phaeton Voiturette mit vier Sitzplätzen und 8-PS-Motor um 1900

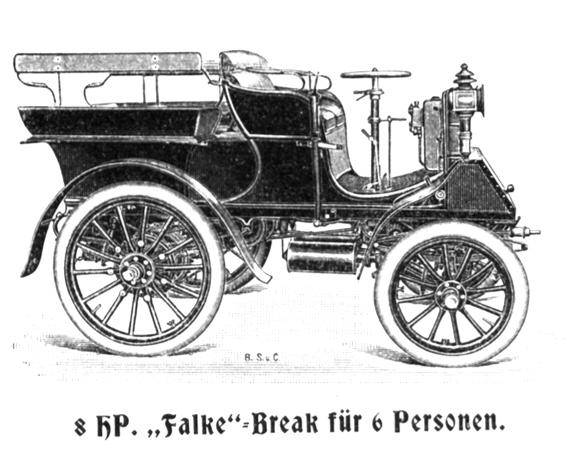
Falke & Co. Break 6 Sitzer

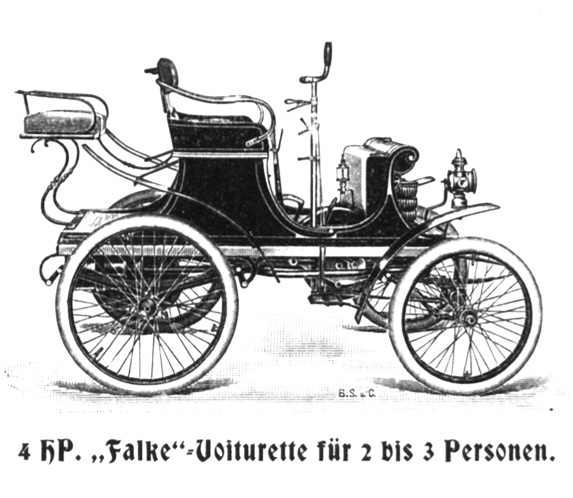
Falke & Co. Voiturette

Zunächst baute man einen Dreiradwagen und eine vierrädrige Voiturette mit De Dion-Bouton-Motoren. Das Dreirad hatte ein Vorder- und zwei Hinterräder. Der Einzylinder-Viertaktmotor leistete 1,8 PS aus 349 cm³ Hubraum. Das Fahrzeug bot Platz für eine Person auf einem Sattel. Ein zweisitziger Anhänger war erhältlich.
Die Voiturette ähnelte stark dem französischen Decauville, dessen deutsche Lizenz eigentlich Heinrich Ehrhardt besaß. Der luftgekühlte Zweizylindermotor unter den Sitzen wurde mit einer seitlich einzusteckenden Kurbel angeworfen. Im Gegensatz zu seinem Vorbild hatte der Falke ein Dreiganggetriebe und Vollelliptikfedern. Eine andere Quelle  nennt einen Einbaumotor von De Dion-Bouton mit 490 cm³ Hubraum.
Später erschienen Wagen komplett eigener Konstruktion mit wassergekühlten Zwei- und Vierzylindermotoren, anfangs von Fafnir, später aus eigener Fertigung. Zusätzlich investierte ab 1906 die Rheinische Nadelfabrik AG aus Aachen in dem Unternehmen. Das von 1907 bis 1908 gebaute Vierzylindermodell mit seitengesteuerten Ventilen und dem ersten gegossenen Motorblock in Deutschland leistete 12 PS (8,8 kW) aus 1.500 cm³ bei 1500 min−1 und erreichte eine Höchstgeschwindigkeit von 60 km/h.
Dieser Falke 6/12 PS war das letzte Modell, bevor die Automobilfertigung mangels Nachfrage eingestellt wurde.